# أمانتيا
منتية أو أمَنتية أو (نقحرة: أمانتيا) (بالإنجليزية: Amantea)‏،(لاتينية:Amanthea)، هي مدينة واسقفية سابقة، (بلدية) وتيترول الكاثوليكية اللاتينية، في مقاطعة كُزَنسا، في منطقة قلورية بجنوب إيطاليا.

## السكان
في سنة 1861 بلغ عدد السكان 4٬130 نسمة، وتطور العدد ليصل في سنة 2011 لـ 13٬754 نسمة.
يظهر هذا المخطط البياني تطور النمو السكاني لـ أمانتيا